# Elzange
Elzange (deutsch Elsingen) ist eine französische Gemeinde mit 672 Einwohnern (Stand 1. Januar 2022) im Département Moselle in der Region Grand Est (bis 2015 Lothringen). Sie gehört zum Arrondissement Thionville und zum Kanton Metzervisse.

## Geografie
Die Gemeinde Elzange liegt an der Canner, etwa neun Kilometer östlich von Thionville auf einer Höhe zwischen 157 und 306 m über dem Meeresspiegel.  
Nachbargemeinden sind Kœnigsmacker im Norden, Oudrenne im Osten, Inglange im Süden, Distroff im Südwesten sowie Valmestroff im Westen.

## Geschichte
Der Ort wurde 1341 erstmals als Elcanges erwähnt und gehört seit 1661 zu Frankreich.
Von 1812 bis 1923 war der Nachbarort Valmestroff eingemeindet.
Während des Zweiten Weltkrieges befand sich bei Elzange ein Militärlager. Kämpfe fanden jedoch keine statt, da der Ort jeweils zum offenen Ort erklärt wurde. 

### Bevölkerungsentwicklung
| Jahr      | 1962 | 1968 | 1975 | 1982 | 1990 | 1999 | 2007 | 2019 |
| Einwohner | 813  | 706  | 537  | 448  | 656  | 701  | 772  | 705  |

## Sehenswürdigkeiten
- Kirche Saint-Pierre-aux-Liens aus dem Jahr 1762
- Wasserturm

## Wirtschaft
Der Ort ist landwirtschaftlich geprägt. 